# Шавањ
Шавањ (фр. Chavagne) насеље је и општина у северозападној Француској у региону Бретања, у департману Ил и Вилен која припада префектури Рен.
По подацима из 2011. године у општини је живело 3717 становника, а густина насељености је износила 298,79 становника/km². Општина се простире на површини од 12,44 km². Налази се на средњој надморској висини од 25 метара (максималној 38 m, а минималној 16 m).

## Демографија
| 1962. | 1968. | 1975. | 1982. | 1990. | 1999. | 2011. |
| ----- | ----- | ----- | ----- | ----- | ----- | ----- |
| 639   | 874   | 1.667 | 2.244 | 2.844 | 3.091 | 3.717 |

График промене броја становника у току последњих година